# (6313) Tsurutani
(6313) Tsurutani  es un asteroide del cinturón principal perteneciente al cinturón de asteroides, región del sistema solar que se encuentra entre las órbitas de Marte y Júpiter.
Fue descubierto el 14 de septiembre de 1990 por Henri Debehogne desde el Observatorio de La Silla.

## Designación y nombre
Designado provisionalmente como 1990 RC8 fue nombrado en honor de Bruce Tsurutani (n.1941) físico de la NASA especializado en plasmas.

## Características orbitales
(6313) Tsurutani está situado a una distancia media del Sol de 2,193 ua, pudiendo alejarse hasta 2,333 ua y acercarse hasta 2,053 ua. Su excentricidad es 0,064 y la inclinación orbital 5,157 grados. Emplea 1186,17 días en completar una órbita alrededor del Sol.

## Características físicas
La magnitud absoluta de (6313) Tsurutani es 15,20. 